# 大霍爾巴沙 (日托米爾區)
50°25′18″N 28°42′20″E / 50.42167°N 28.70556°E
大霍爾巴沙（烏克蘭語：Велика Горбаша），是烏克蘭中部日托米爾州的村落，由日托米爾區的切爾尼亞希夫市鎮所轄，距離日托米爾約21公里，始建於1609年，面積13.56平方公里，海拔高度225米，2001年人口697。